# Nationalversammlung (Tschad)
[veraltet]
Die Nationalversammlung von Tschad (Assemblée nationale) war das Parlament im Einkammersystem des Tschad.
In die Nationalversammlung werden 188 Abgeordnete für jeweils vier Jahre gewählt. Sie befindet sich in der Hauptstadt N’Djamena. Wahlberechtigt sind Staatsbürger ab 18 Jahren. Kandidaten müssen mindestens 25 Jahre alt sein.
Bei der Parlamentswahl 2011 erhielt die Regierungspartei Patriotische Wohlfahrtsbewegung (Mouvement Patriotique du Salut, MPS) die absolute Mehrheit der Sitze. Parlamentspräsident wurde der frühere Premierminister Haroun Kabadi.
Die seit 2015 geplante Erneuerung der Versammlung wurde aus Mangel an finanziellen Mitteln zuerst auf 2017 verschoben, anschließend sollten die Wahlen „vielleicht 2019“ abgehalten werden, was jedoch nicht der Fall war.
Nach dem Tod von Staatspräsident Idriss Déby im April 2021 wurde im Tschad ein militärischer Übergangsrat installiert, der die Regierung und die Nationalversammlung auflöste. Der Übergangsrat soll für 18 Monate bestehen bleiben, danach soll es „neue republikanische Institutionen“ und Neuwahlen geben.

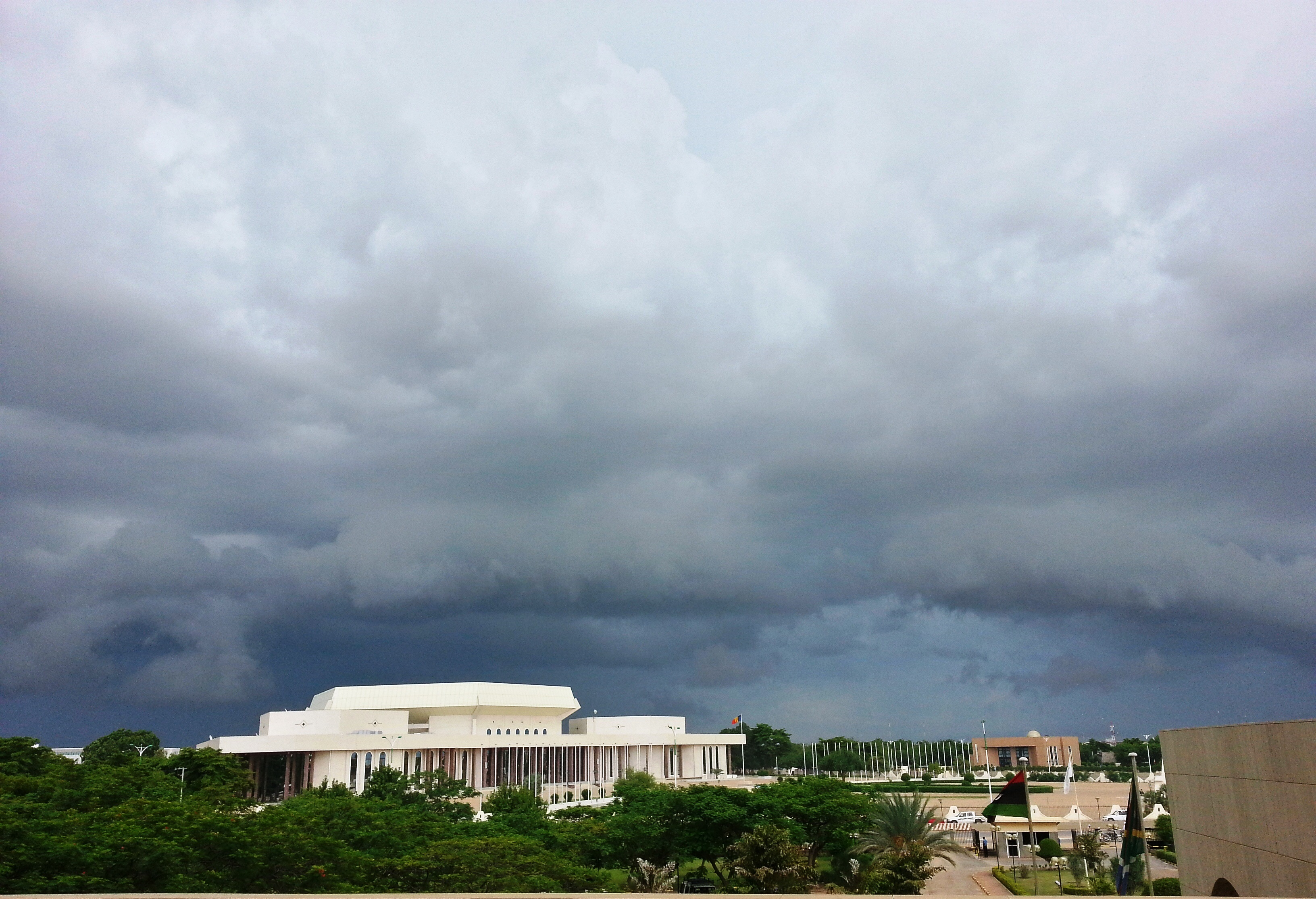
Gebäude der Nationalversammlung in N’Djamena
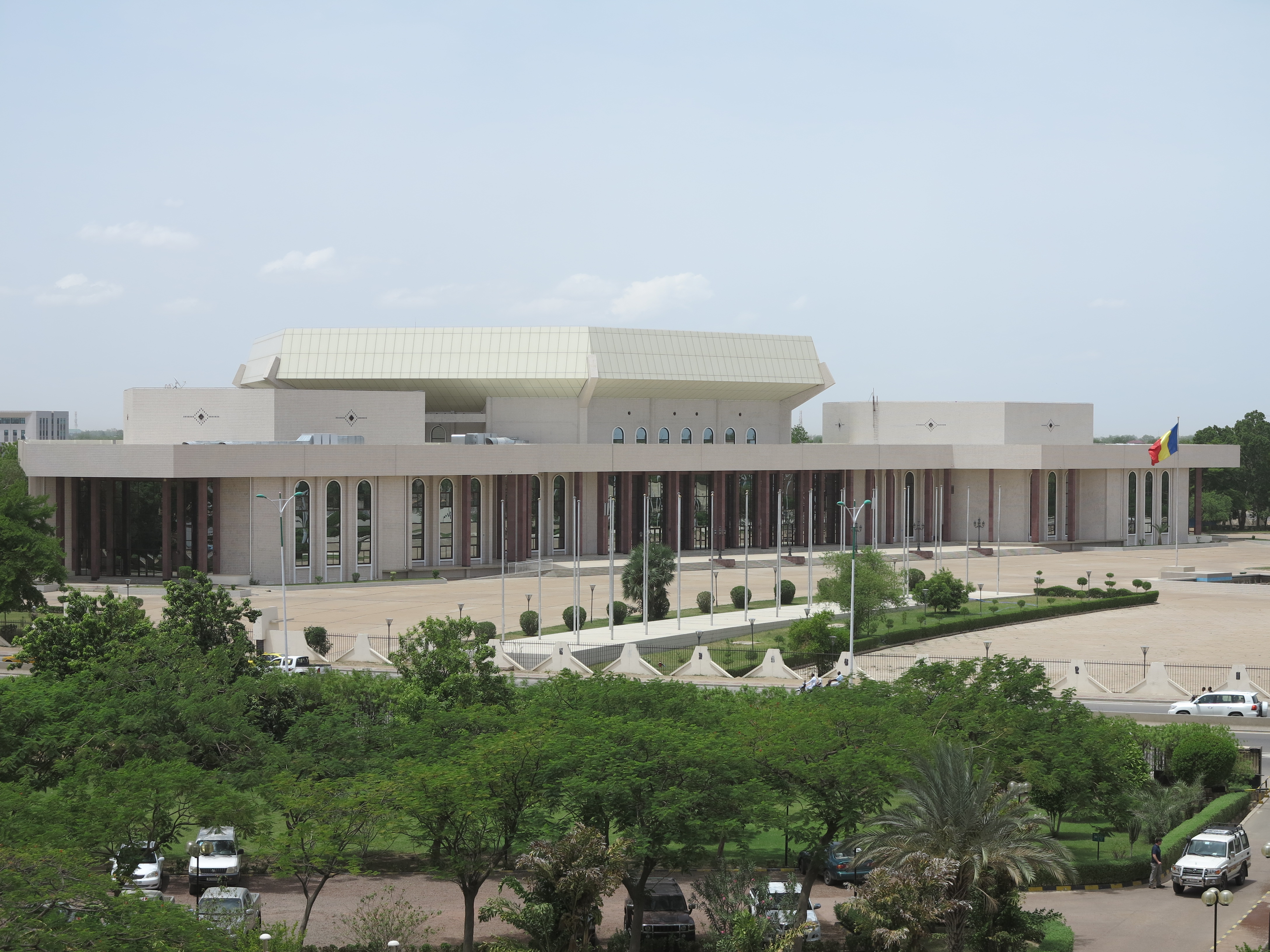
Gebäude der Nationalversammlung von Tschad